# Скелет

Схематичне зображення скелета людини

Скеле́т або кістя́к, також скеле́тна систе́ма (грец. σκελετός — висохлий) — сукупність твердих тканин у тваринному організмі, які слугують опорою тіла або окремих його частин і (або) захищають його від механічних ушкоджень.

## Функція
1. Система скелета виконує функцію опори, має механічне значення.
2. Кістки є міцним захистом для головного і спинного мозку (череп, хребет), а також значною мірою для органів грудної порожнини і малого таза.
3. Кісткова тканина є основним субстратом, де відкладаються мінеральні солі та здійснюється мінеральний обмін.
4. У внутрішньокісткових порожнинах міститься червоний і жовтий кістковий мозок.

## Типи

### Екзоскелет
Зовнішні тверді структури у деяких безхребетних (наприклад комах) називаються зовнішнім скелетом (екзоскелетом). Внутрішні тверді структури, які є у більшості хребетних, називаються внутрішнім скелетом (ендоскелетом).
У безхребетних скелетом є ригідні структури, що мають різноманітну будову і поділяються на ендоскелет і екзоскелет. У більшості безхребетних скелет зовнішній, зазвичай у вигляді мушлі, черепашки або кутикули. Кутикулярний скелет характерний для багатьох червів і, особливо, для членистоногих, в яких він представлений хітиновим панциром, який іноді просочено вапном. Колонії гідроїдних вдягнені загальною кістяковою оболонкою — перисарком. Масивний вапняний кістяк мадрепорових коралів, що утворюють основу коралових рифів тропічних морів, також зовнішній, хоча ектодерма, що його утворює складки, які глибоко вдаються в тіло. Внутрішній скелет безхребетних у простих випадках (у губок) являє собою вапняні або кремінні голки — спікули. Вапняний скелет голкошкірих залягає в з'єднувальнотканинному шарі шкіри й утворюється мезодермою.

### Ендоскелет

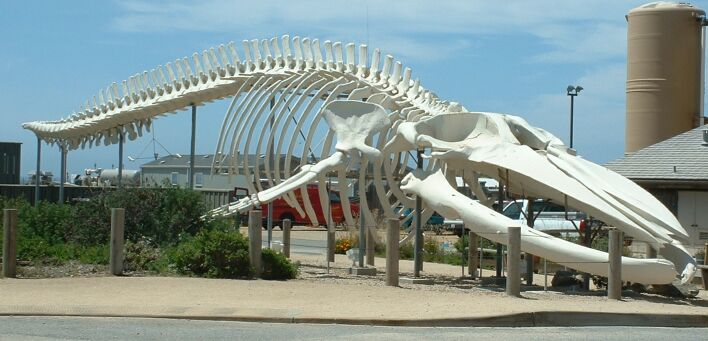
Скелет синього кита

У головоногих молюсків є внутрішній хрящовий кістяк, що захищає мозок і очі. У мечохвостів є ендостерніт — справжній внутрішній скелет. У нижчих хордових (безчерепних) внутрішній скелет представлений хордою. Кістки і хрящі можуть з'єднуватися один з одним рухливо (суглоби) або нерухомо (шви і зрощення).
У хребетних внутрішній скелет дуже складний і поділяється на скелет голови (череп), осьовий скелет тулуба (хорда, хребці і ребра) і скелет кінцівок, у круглоротих і деяких риб хорда зберігається довічно, але в більшості хребетних вона під час онтогенезу витісняється тілами хребців. Внутрішній скелет круглоротих і хрящових риб залишається хрящовим довічно, у кісткових же риб і наземних хребетних хрящ в онтогенезі майже повністю заміщається кісткою, що утворює майже весь скелет у кісткових риб, плазунів, птахів і ссавців. У хрящових риб внутрішній скелет доповнюється зовнішнім, що складається з плакоїдних лусок. У кісткових риб і наземних хребетних луски голови і передньої частини тулуба перетворюються на шкірні, або накладні, кістки черепа і плечового пояса. Шкірні кістки черепа зростаються із внутрішнім черепом і у вищих хребетних частково заміщують його. Залишки лускатого покриву зберігаються на тілі безногих земноводних, а у вигляді так званих черевних ребер — у гатерій і крокодилів. Кісткові луски, або пластини, виникають у шкірі наземних хребетних і вторинно; вони добре розвинуті в крокодилів і декотрих ящірок, а в черепах і броненосців утворюють зовнішній кістковий панцир, який у черепах зростається з хребцями і ребрами.
Основна будова кістяка хребетних досить консервативна, хоча адаптація організмів до існування в різноманітних умовах може супроводжуватися значною мінливістю скелету. Особливо це стосується скелетних кінцівок, які пристосовані до різних способів пересування (ходіння, бігу, стрибання, риття, лазіння, плавання, польоту і т. д.). При цьому кінцівки можуть зникнути зовсім (наприклад, у безногих земноводних, змій, передні — у китів), окремі їх кістки можуть зникати або зливатися із сусідніми і, навпаки, кількість їх може збільшуватися, утворюючи фаланги.

#### Скелет людини
Система скелета людини нараховує 203—206 кісток (36-40 непарних і 164—166 парних). За будовою він близький до скелета людиноподібних мавп, відрізняючись головним чином будовою і більшим розміром черепа, формою кісток кінцівок, хребта і таза, що зумовлено інтенсивним розвитком головного мозку і прямоходінням. У порівнянні з жінками для скелета чоловіків характерні масивніші кістки кінцівок, ширша грудна клітка і вужчий таз. У дорослих скелет становить приблизно 14 % маси тіла і половина з цієї маси — вода.

## Значення у палеоантропології
Кістяк у палеоантропології — основне джерело для вивчення морфологічної еволюції людини і реконструкції фізичного вигляду його предків. Найранніші і найважливіші перетворення кістяка в процесі антропогенезу позв'язані з розвитком прямоходіння. Зміни в скелеті нижньої кінцівки, які дозволили перейти до пересування на двох ногах, оформилися не пізніше 3-4 млн років тому (австралопітеки, ранні представники роду Homo). Еволюція руки представлена в палеоантропології більш скупо, але на підставі наявних даних можна припускати, що сучасний тип людської кисті склався на пізніх етапах антропогенезу; те ж, очевидно, справедливо і для черепа.
Своєрідні морфологічні особливості скелета, пов'язані насамперед зі збільшенням його масивності, мають багато палеоантропів (неандертальців). Великий інтерес вивчення кістяка становить також для висвітлення деяких сторін життєдіяльності викопних попередників теперішньої людини.
Так, за даними остеології можлива:
- непряма оцінка стану деяких функціональних систем організму, наприклад, його гормонального статусу (палеоендокринологія),
- судження про особливості вікової динаміки (темпи розвитку кістяка, прорізування зубів, передчасне і фізіологічне старіння) і репродуктивної функції («палеоакушерскі» дослідження),
- уявлення про дієту (білкова недостатність, наявність деяких мікроелементів, рослинних пігментів і т. д.),
- інформація про деякі хвороби.